# Quiralidade (física)

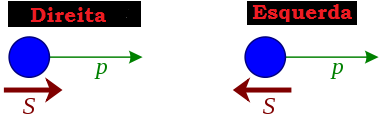
A helicidade de uma partícula é destra, se a direção do seu giro é o mesmo que a direção de seu movimento

Em física, um fenômeno quiral é aquele que não é idêntico a sua imagem no espelho (veja o artigo sobre quiralidade química).
A rotação de uma partícula pode ser usada para definir uma quiralidade, ou helicidade, para que partículas que, no caso de uma partícula sem massa, é a mesma quiralidade. Uma transformação de simetria entre as duas é chamado de paridade. Invariância sob paridade por um férmion de Dirac é chamado simetria quiral.